# Рачиба Василь Дмитрович
Василь Дмитрович Рачиба (нар. 27 січня 1982, село Кропивник Долинського району Івано-Франківської області) — український борець греко-римського стилю, переможець та срібний призер чемпіонатів Європи, переможець Кубку світу, учасник Олімпійських ігор. Багаторазовий чемпіон України. Майстер спорту України міжнародного класу.

### Біографія
Боротьбою займається з 1995 року. Вихованець ДЮСШ міста Долина. Перший тренер — Юрій Цікаленко. Тренер — Рустам Аджі.
Закінчив Білоцерківський національний аграрний університет.
На Кубку Європейських націй 2014 року з греко-римської боротьби, незважаючи на температуру 39.9 °C, був єдиним українським борцем, який переміг всіх суперників.

## Виступи на Олімпіадах
| Змагання                    | Збірна  | Вагова категорія | Місце |
| --------------------------- | ------- | ---------------- | ----- |
| Літні Олімпійські ігри 2012 | Україна | 84 кг            | 8     |

## Виступи на Чемпіонатах світу
| Змагання                        | Збірна  | Вагова категорія | Місце |
| ------------------------------- | ------- | ---------------- | ----- |
| Чемпіонат світу з боротьби 2005 | Україна | 74 кг            | 18    |
| Чемпіонат світу з боротьби 2010 | Україна | 84 кг            | 9     |
| Чемпіонат світу з боротьби 2011 | Україна | 84 кг            | 13    |
| Чемпіонат світу з боротьби 2013 | Україна | 84 кг            | 22    |

## Виступи на Чемпіонатах Європи
| Змагання                         | Збірна  | Вагова категорія | Місце  |
| -------------------------------- | ------- | ---------------- | ------ |
| Чемпіонат Європи з боротьби 2004 | Україна | 74 кг            | Срібло |
| Чемпіонат Європи з боротьби 2008 | Україна | 84 кг            | 7      |
| Чемпіонат Європи з боротьби 2011 | Україна | 84 кг            | Золото |

## Виступи на Кубках світу
| Змагання                    | Збірна  | Вагова категорія | Місце  |
| --------------------------- | ------- | ---------------- | ------ |
| Кубок світу з боротьби 2005 | Україна | 74 кг            | Золото |

## Виступи на інших змаганнях
| Змагання                                                  | Збірна  | Вагова категорія | Місце  |
| --------------------------------------------------------- | ------- | ---------------- | ------ |
| Чемпіонат світу з боротьби серед військовослужбовців 2003 | Україна | 74 кг            | Срібло |
| Гран-прі Німеччини з боротьби 2007                        | Україна | 74 кг            | Бронза |
| Кубок Владислава Питласинські 2011                        | Україна | 84 кг            | 5      |
| Кубок Вантаа з боротьби 2011                              | Україна | 84 кг            | Срібло |
| Тестовий турнір FILA 2011                                 | Україна | 84 кг            | Срібло |
| Турнір Вехбі Емре 2011                                    | Україна | 84 кг            | Бронза |
| Олімпійський кваліфікаційний турнір 2012                  | Україна | 84 кг            | Золото |
| Гран-прі Іспанії з боротьби 2012                          | Україна | 96 кг            | Срібло |
| Кубок Азовмаша 2013                                       | Україна | 84 кг            | Срібло |
| Гран-прі Німеччини з боротьби 2013                        | Україна | 84 кг            | 5      |
| Вогні Москви 2014                                         | Україна | 85 кг            | 5      |
| Гран-прі FILA 2015                                        | Україна | 85 кг            | Бронза |
| Гран-прі Іспанії 2015                                     | Україна | 85 кг            | 14     |